# Otočka
Otočka falu Horvátországban Kapronca-Kőrös megyében. Közigazgatásilag Golához tartozik.

## Fekvése
Kaproncától 14 km-re északkeletre, községközpontjától 4  km-re nyugatra, a Dráva bal partján, a magyar határ közelében fekszik.

## Története
A falunak 1900-ban 477, 1910-ben 566 lakosa volt. Trianonig Belovár-Kőrös vármegye Kaproncai járásához tartozott. 2001-ben a 247 lakosa volt.

## Külső hivatkozások
Gola község hivatalos oldala